# Alisha Boe
Alisha Boe (también llamada Bø; Oslo, 6 de marzo de 1997) es una actriz noruega-somalí. Más conocida por interpretar a Jessica Davis en la serie de Netflix, 13 Reasons Why.

## Biografía

### Vida personal
Boe nació en Noruega de un padre somalí y una madre noruega (de Trondheim) en 1997. En el 2000, con 3 años, se mudó a Nueva York. Ella y su madre se mudaron a Los Ángeles cuando Alisha tenía 7 años porque su madre se casó con un hombre estadounidense.

### Carrera
Boe hizo su debut en 2008, cuando interpretó a Lisa en la película de terror, Amusement. Un año después apareció en la película, He's On My Mind, como Laci y en 2012 en Paranormal Activity 4 como Tara. En 2014, hizo dos apariciones como actriz invitada en dos series, en enero como Tracy McCoy en Modern Family y en julio como Brynn Hendry en dos episodios de la serie thriller Extant.
En noviembre de 2014, se unió a la serie de NBC Days of Our Lives en un papel recurrente como Daphne. Debutó el 14 de enero de 2014. Desde 2017 hasta 2020 interpretó a Jessica en 13 Reasons Why.

## Filmografía
| Cine       | Cine                             | Cine            | Cine                           | Cine |
| Año        | Título                           | Rol             | Notas                          |      |
| ---------- | -------------------------------- | --------------- | ------------------------------ | ---- |
| 2008       | Amusement                        | Lisa (joven)    |                                |      |
| 2009       | He's On My Mind                  | Laci            |                                |      |
| 2009       | Plastic Makes Perfect!           | Brooke          | Cortometraje                   |      |
| 2012       | Paranormal Activity 4            | Tara            |                                |      |
| 2017       | 68 Kill                          | Violet          |                                |      |
| 2019       | Poms                             | Chloe           |                                |      |
| 2023       | When You Finish Saving the World | Lila            |                                |      |
| Televisión |                                  |                 |                                |      |
| Año        | Título                           | Rol             | Notas                          |      |
| 2013       | Trophy Wife                      | Chelsea Trassen | Episodio: "Pilot"              |      |
| 2013       | Parenthood                       | (Chica)         | Temporada 4 Episodio 3         |      |
| 2014       | Modern Family                    | Tracy McCoy     | Episodio: "And One to Grow On" |      |
| 2014       | Extant                           | Brynn Hendy     | 2 episodios                    |      |
| 2014–15    | Days of Our Lives                | Daphne          | Papel recurrente               |      |
| 2015–16    | Ray Donovan                      | Janet           | Papel recurrente (4 episodios) |      |
| 2015       | NCIS                             | Farrah Meyers   | Episodio: "Viral"              |      |
| 2015       | Casual                           | Becca           | 6 episodios                    |      |
| 2015–16    | CSI: Cyber                       | Grace Clarke    | Papel recurrente (3 episodios) |      |
| 2016       | Teen Wolf                        | Gwen            | Papel recurrente (3 episodios) |      |
| 2017–2020  | 13 Reasons Why                   | Jessica Davis   | Elenco principal               |      |
| 2019       | Yes, God, yes                    | Nina            |                                |      |